# Joyce Carol Oates
Joyce Carol Oates (Lockport, Nova York, 16 de juny de 1938) és una escriptora estatunidenca. Des del 1963 ha publicat més de 40 novel·les, obres de teatre, reculls d'històries curtes i assajos. Ha guanyat diversos premis per les seves obres, entre ells el National Book Award, l'O. Henry Award, la Medalla Nacional d'Humanitats i en dues ocasions ha estat finalista del Premis Pulitzer. L'emancipació de la dona és una temàtica central en les seves obres.
Des del 1972 és professora de la Universitat de Princeton on és la directora del programa d'escriptura creativa.
Oates ha valorat The world as I found it, una obra del seu col·lega Bruce Duffy, com una de les cinc millors narracions de no ficció.
Rebé el gener de 2021 el premi Pepe Carvalho que atorga BCNegra a autors que cultivin aquest gènere.

## Obres destacades
- A Garden of Earthly Delights (1967); Un jardí de delícies terrenals. Traducció: Núria Busquet Molist. Palma: Lleonard Muntaner, 2023. Col. «Artificium».
- Them (1969)
- All the Good People I've Left Behind (1979)
- Ulls verds (2005)